# Macromitrium rugulosum
Macromitrium rugulosum är en bladmossart som beskrevs av Johan Ångström 1876. Macromitrium rugulosum ingår i släktet Macromitrium och familjen Orthotrichaceae. Inga underarter finns listade i Catalogue of Life.